# 4132 Барток
4132 Ба́рток (4132 Bartók) — астероїд головного поясу, відкритий 12 березня 1988 року.
Тіссеранів параметр щодо Юпітера — 3,358.